# Amsterdam (Maggie MacNeal)
Amsterdam is een single van Maggie MacNeal.

## Achtergrond
Dit loflied op Amsterdam was de Nederlandse inzending voor het Eurovisiesongfestival 1980, dat in Den Haag werd gehouden. Het orkest stond onder leiding van Rogier van Otterloo. Er was dat jaar geen Nationaal Songfestival, Maggie MacNeal werd door een commissie benoemd. Maggie MacNeal (dan al Sjoukje Smit) en haar man schreven aan het nummer mee. Dick Bakker arrangeerde het en Peter van Asten was de muziekproducent. Het was voor het eerst dat een Nederlandse inzending werd uitgebracht door Warner Music Group.
MacNeal was al eerder op het Eurovisiesongfestival geweest en werd met Ik zie een ster/I see a star derde. Ze werd nu vijfde. Het werd commercieel geen succes ondanks dat het nummer in het Engels, Frans en Duits (Amsterdam, Amsterdam nur da bin ich zu Haus) werd opgenomen.
Vanwege het dreigend succes werd MacNeals album Nighttime opnieuw uitgegeven onder de titel Amsterdam en dit maal ook met dat liedje erbij geperst.

## Hitnotering

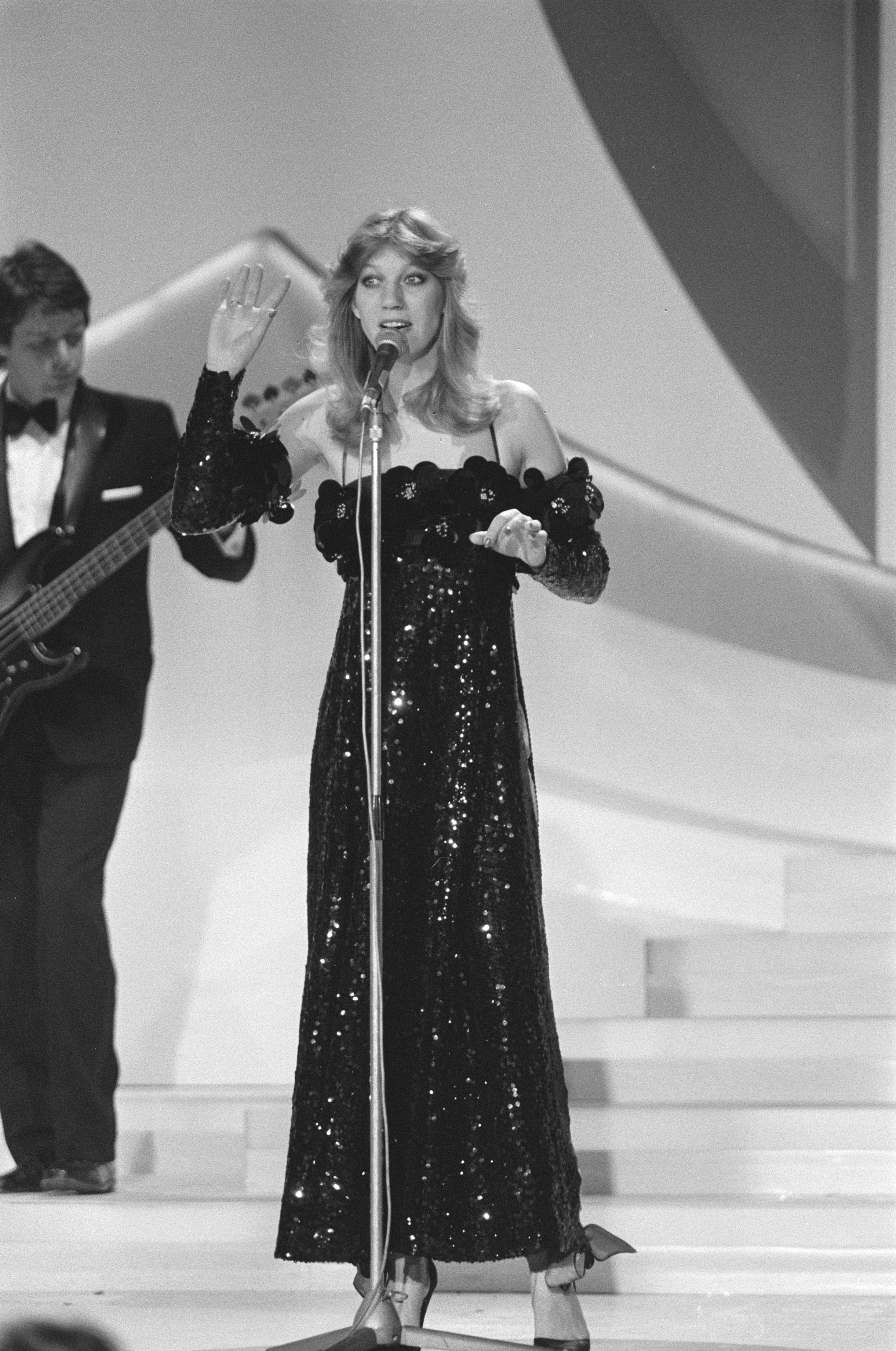
Maggie bij repetitie

Ik zie een ster/I see a star werd een grote hit; Amsterdam werd dat niet.

### Nederlandse Top 40
Maggie MacNeal kreeg net geen alarmschijf toebedeeld (nummer 2 in de tipparade)
| Positie: | 34 | 33 | 39 | uit |

### NederlandseNationale Hitparade
| Positie: | 39 | uit |

## Andere versies
- Onder de originele titel verscheen een Finse versie van Katri Helena en Paula.
- Gerardo Rosales, een Venezolaans percussionist die in Nederland woont en werkt, bracht in 2002 een Spaanstalige salsabewerking uit met zang van zijn toenmalige Nederlandse echtgenote.
- Gerard Joling nam het nummer op in de jaren 00.
- In 2021 bracht Hape Kerkeling een Duitstalige cover uit.[1]
- In 2022 bracht The Kik op een album met louter hertalingen van Eurovisie Songfestivalnummers een cover uit met de titel Rotterdam.

1956: De vogels van Holland / Voorgoed voorbij · 1957: Net als toen · 1958: Heel de wereld · 1959: 'n Beetje · 1960: Wat een geluk · 1961: Wat een dag · 1962: Katinka · 1963: Een speeldoos · 1964: Jij bent mijn leven · 1965: 't Is genoeg · 1966: Fernando en Filippo · 1967: Ring-dinge-ding · 1968: Morgen · 1969: De troubadour · 1970: Waterman · 1971: Tijd · 1972: Als het om de liefde gaat · 1973: De oude muzikant · 1974: Ik zie een ster · 1975: Ding-a-dong · 1976: The party's over · 1977: De mallemolen · 1978: 't Is O.K. · 1979: Colorado · 1980: Amsterdam · 1981: Het is een wonder · 1982: Jij en ik · 1983: Sing me a song · 1984: Ik hou van jou · 1986: Alles heeft ritme · 1987: Rechtop in de wind · 1988: Shangri-la · 1989: Blijf zoals je bent · 1990: Ik wil alles met je delen · 1992: Wijs me de weg · 1993: Vrede · 1994: Waar is de zon · 1996: De eerste keer · 1997: Niemand heeft nog tijd · 1998: Hemel en aarde · 1999: One good reason · 2000: No goodbyes · 2001: Out on my own · 2003: One more night · 2004: Without you · 2005: My impossible dream · 2006: Amambanda · 2007: On top of the world · 2008: Your heart belongs to me · 2009: Shine · 2010: Ik ben verliefd (sha-la-lie) · 2011: Never alone · 2012: You and me · 2013: Birds · 2014: Calm after the storm · 2015: Walk along · 2016: Slow down · 2017: Lights and shadows · 2018: Outlaw in 'em · 2019: Arcade · 2020: Grow · 2021: Birth of a new age · 2022: De diepte · 2023: Burning daylight · 2024: Europapa